# Molukken-Großfußhuhn
Das Molukken-Großfußhuhn (Megapodius freycinet), auch Freycinet-Großfußhuhn, Gemeines Großfußhuhn oder einfach Großfußhuhn genannt, ist ein im östlichen Indonesien vorkommender Hühnervogel.

## Unterarten und Verbreitung
Es werden fünf Unterarten unterschieden:
- M. f. quoyii G. R. Gray, 1862 – Nördliche Molukken (Morotai, Rau, Halmahera, Ternate, Tidore, Mare, Kayoa, Kasiruta, Bacan, Bisa und Obira).
- M. f. freycinet Gaimard, 1823 – Raja Ampat (Gebe, Waigeo und Misool).
- M. f. oustaleti Roselaar, 1994 – Raja Ampat (Batanta und Salawati).
- M. f. buruensis Stresemann, 1914 – Südmolukken (Buru).
- M. f. forsteni G. R. Gray, 1847 – Südmolukken (Seram, Ambon, Haruku und Gorong).

## Merkmale
Das Molukken-Großfußhuhn erreicht eine Länge von 34 bis 41 cm. Männchen werden 600 bis 700 g schwer, Weibchen bleiben mit 525 bis 670 g etwas leichter. Von anderen Großfußhühnern der Gattung Megapodius unterscheidet sich das Molukken-Großfußhuhn durch seine dunkelgraue bis fast schwärzliche Färbung und die dunkle bzw. dunkelrote Färbung der unbefiederten Bereiche auf dem Kopf. Beine und Füße sind schwärzlich bis dunkel olivgrün oder hornfarben. Der Schopf auf dem Kopf ist kurz, aber deutlich zu sehen. Männchen und Weibchen unterscheiden sich nicht. Jungvögel sind etwas matter gefärbt als ausgewachsene Tiere und ihr Kopf ist mehr befiedert. Das Braunbrust-Buschhuhn (Aepypodius bruijnii), das gemeinsam mit dem Molukken-Großfußhuhn auf Waigeo vorkommt, hat einen helleren, röteren Kopf und deutlich ausgeprägte Hautlappen am Kopf.
Die verschiedenen Unterarten unterscheiden sich deutlich in ihrer Größe, haben aber eine nur leicht unterschiedliche Färbung.
M. f. quoyii ist, abgesehen von der Population auf Ternate, größer, hat einen längeren Schwanz und längere Krallen.
M. f. oustaleti ist kleiner als die anderen Unterarten, hat aber einen größeren Schnabel.
M. f. forsteni hat ein mehr graubraunes Gefieder, einen grauschwarzen Hals, mehr federlose Bereiche am Kopf und einen helleren, orange-gelb gefärbten Schnabel.
M. f. buruensis ähnelt M. f. forsteni, ist aber deutlich größer und hat einen helleren Schnabel.

## Lebensraum und Lebensweise
Das Molukken-Großfußhuhn lebt in immergrünen Regenwäldern, in Mangroven, sumpfigen Wäldern und in Sümpfen, die mit Sagopalmen bestanden sind. In den meisten seiner Verbreitungsgebiete kommt es unterhalb einer Höhe von 300 Metern vor, auf Waigeo bis in Höhen von 400 Metern, auf Halmahera zwischen 100 und 450 Metern, auf Bacan bis in Höhen von 600 Metern und auf Buru bis in Höhen von 1900 Metern. Auch die Küsten oder kleine Koralleninseln vor der Küste von Seram werden bewohnt. Die Hühner ernähren sich vor allem von verschiedenen Wirbellosen. Bei Magenuntersuchungen fand man die Überreste von Schnecken und Käfern. Paare suchen ihre Nahrung gemeinsam.
Zur Fortpflanzung baut das Molukken-Großfußhuhn Bruthügel, die eine Höhe von 2 bis 5 Metern und einen Durchmesser von 5 Metern erreichen können. Die in Wäldern errichteten Bruthügel sind größer als die Bruthügel an der Küste. Küstennahe Bruthügel werden immer etwa 60 Meter oberhalb der maximalen Flutlinie errichtet. Möglicherweise werden manchmal auch Bruthügel genutzt, die vom Molukkenhuhn (Eulipoa wallacei) gebaut wurden. Die frisch geschlüpften Jungvögel des Molukken-Großfußhuhns wiegen etwa 80 g und sind dunkelbraun, auf dem Rücken leicht rötlich und am Bauch heller. Ein bekannter Fressfeind der Küken ist der Halmaherahabicht (Accipiter henicogrammus).

## Systematik
Die Art wurde 1823 durch den französischen Chirurgen, Naturforscher und Zoologen Joseph Paul Gaimard erstmals wissenschaftlich beschrieben und nach dem französischen Entdecker Louis de Freycinet benannt, unter dem Gaimard während Freycinets Weltumsegelung als Schiffschirurg diente. Terra typica ist die Insel Waigeo nordwestlich von Neuguinea. Ursprünglich wurde auch das Nikobaren-Großfußhuhn (Megapodius nicobariensis), das Philippinen-Großfußhuhn (M. cumingii), das Sula-Großfußhuhn (M. bernsteinii), das  Vanuatu-Großfußhuhn (M. layardi), das Neuguinea-Großfußhuhn (M. decollatus), das Geelvink-Großfußhuhn (M. geelvinkianus), das Bismarck-Großfußhuhn (M. eremita) und das Rotbein-Großfußhuhn (M. reinwardt) der Art zugerechnet, gelten heute aber als selbständige Arten. Die Unterarten M. f. forsteni und M. f. buruensis werden von einigen Autoren als eigenständige Arten geführt oder dem Reinwardthuhn (M. reinwardt) zugeordnet. Die farblichen und morphologischen Unterschiede zum Reinwardthuhn sind jedoch deutlich. Auch M. f. quoyii könnte eine eigenständige Art sein, während das nah verwandte Neuguinea-Großfußhuhn möglicherweise als Unterart von Megapodius freycinet eingeordnet werden müsste.

## Gefährdung
Das Molukken-Großfußhuhn gilt als ungefährdet. Die Gesamtpopulation wird auf 5000 bis 100.000 Individuen geschätzt. Abgesehen von Halmahera, wo sie relativ häufig sind, werden die Vögel aber nur selten gesehen.

## Belege
1. 1 2 3 4 5 6 7  
A. Elliott, G. M. Kirwan, D. A. Christie: Dusky Scrubfowl (Megapodius freycinet). In: J. del Hoyo, A. Elliott, J. Sargatal, D. A. Christie, E. de Juana (Hrsg.): Handbook of the Birds of the World Alive. Lynx Edicions, Barcelona 2017. (birdsoftheworld.org, abgerufen am 12. Oktober 2017)
2. ↑  
in Louis de Freycinet: Voyage autour du monde: entrepris par ordre du roi, sous le Ministère et Conformément aux Instruction de S. Exc. M. Le Vicomte du Bouchage, Secrétaire d’état au département de Marine, exécuté sur les corvettes de S. M. l’Oranie et la Physicienne, pendant les années 1817, 1818, 1819 et 1820; Publié sous les Auspices de S. E. M. Le Compte Corbière, Secrétaire d’état de l’intérieur,pour la partie Historique et la sciences naturelles, et de S. E. M. Le Marquis de Clermont-Tonnerre, Secrétaire d’état de la Marine des Colonies, pour la partie Nautique (= Histoire Naturelle: Zoologie (Planches), 96 Tafeln. Band 3). Taille-Douce de Langlois, Paris 1824 (biodiversitylibrary.org).
3. ↑  
Megapodius freycinet in der Roten Liste gefährdeter Arten der IUCN 2012.2. Eingestellt von: BirdLife International, 2012. Abgerufen am 27. Januar 2013. (englisch)